# وست داندي (إلينوي)
وست داندي (بالإنجليزية: West Dundee, Illinois)‏ هي منطقة سكنية تقع في الولايات المتحدة في إلينوي. يقدر عدد سكانها بـ 7,975 نسمة .

## الموقع الجغرافي
الموقع الجغرافي للمناطق المحيطة بهذه النقطة هو كالتالي:

## أعلام
- هنري برات فيرتشايلد
- جيم كوك